# Guifette des galets
Chlidonias albostriatus
Espèce
Statut de conservation UICN

 EN A2bce+3bce+4bce : En danger
La Guifette des galets (Chlidonias albostriatus) est une espèce d'oiseaux aquatiques de Nouvelle-Zélande appartenant à la famille des Laridae.

## Dénomination
L'espèce a aussi eu pour nom normalisé CINFO Sterne des galets.